# Ангостура битер
Ангостура битер е горчива ароматична настойка (битер) на алкохолна основа от растения от вида Gentiana, с кафяво-червен тъмен цвят и придаваща „сух“ вкус на коктейлите. Използва се в малки количества – 1 даш, т.е. изпръскване (3 – 5 капки).
Създадена е през 1824 г. във Венецуела от немски лекар като лекарство срещу стомашни болести. Ангостурата е вид тинктура, т.е. алкохолен екстракт от корени, билки и кори, които тогава са смятани с лечебни качества: корен от жълта тинтява, кори от горчиви портокали, карамфил, семена и капсули на кардамон, тонка бобчета, кора от хининово дърво, кора от канела. Ангостурата има лечебен ефект при слабо гадене, но се продава основно като компонент за коктейли. Кръстена е на името на града Ангостура във Венецуела. Не съдържа angostura bark, медицинска субстанция кръстена на същия град.
Произвежда се от House of Angostura (Angostura Ltd.) в Тринидад и Тобаго. Бързо става популярен колониален продукт. Изнася се в Англия и Тринидад и Тобаго, където започва да се използва в британския коктейл Розов джин, а по-късно и в други напитки. Извънредно разпространение има в американската култура на коктейли и чрез тях по света: Манхатън коктейл, класическото Мартини (с червен вермут) и дефинира до днес популярния Старомоден коктейл с портокалова кора (whiskey old fashioned), който се смята за първата напитка от рода на коктейлите, т.е. захар, ароматичен битър като подправка, вода и силен алкохол.
Ангостурата е също нарицателно понятие за тъмни ароматични битери, било то с друг вкус или на други производители, които са частично даже по-популярни: Fee Brothers, Boker‘s Bitters и.п.
Подобна подправка, с голяма част от споменатите съставки е портокаловия битер (също предлаган и от House of Angostura), който е с доминиращ горчив цитрусов вкус, безцветен и по-сладък, но въпреки това със определен “сух” вкус и е една от подправките на модерния “сух” Мартини коктейл.
Други често използвани битери са:
- Peychaud™ Bitters
- портокалов битер
- йегермайстер
- датска горчивка
- ундерберг